# Pure Country (trilha sonora)
Pure Country é um álbum de George Strait, lançado em 1992.